# 3-окси-N-метилморфинан
3-окси-N-метилморфинан — это синтетическое соединение, производное Морфинана. Оно содержит основное ядро молекулы морфина, но лишено кислородного мостика.
Применялся в качестве анальгетического средства при болях различного происхождения, для премедикации перед наркозом и в послеоперационном периоде.

## Фармакология
По фармакологическим свойствам близок к морфину, но превосходит его по силе анальгетического действия, а также по силе угнетающего действия на центры дыхания и кашля.

## Медицина
В медицине применялся для лечения болей различного происхождения, а также для премедикации перед наркозом и в послеоперационном периоде.
Приказом Министерства здравоохранения СССР 3-окси-N-метилморфинан был исключён из перечня лекарственных средств.

## Легальный статус
3-окси-N-метилморфинан относится к наркотическим средствам, оборот которых запрещён в Российской Федерации.
Он включён в Список I Перечня наркотических средств, психотропных веществ и их прекурсоров, подлежащих контролю в РФ.
Находится в перечне наркотических средств, находящихся под международным контролем в соответствии с Единой конвенцией по наркотикам 1961 года.